# Flower (グループ)
Flower（フラワー）は、日本の女性ダンス&ボーカルグループ。2010年から2019年まで活動していた。所属事務所はLDH JAPAN。レーベルはSony Music Associated Records。

## 略歴
2010年
- 4月1日、EXPGから選ばれた水野絵梨奈、藤井萩花、重留真波、中島美央の4人でダンスグループとして結成[1]。EXILEのライブツアーにサポートメンバーとして参加するなど活動を開始する[1]。

2011年
- 7月26日、SHIBUYA-AXで行われたイベント「E-Girls SHOW」にて「VOCAL BATTLE AUDITION 3」の合格者である鷲尾伶菜、武藤千春、市來杏香、坂東希、佐藤晴美の加入を発表[1]。ダンス&ボーカルグループとなる[1]。
- 10月12日、オーディションの課題曲でもあった「Still」でデビュー[2]。

2013年
- 同年、シングル「太陽と向日葵」にてグループ名の表記が「FLOWER」から「Flower」に変更された[3]。
- 7月2日 - 8月11日、「Happiness vs Flower」の対決企画として2組がそれぞれ武者修行ツアーを行った（Flowerが勝利）[4]。
- 10月18日、リーダーの水野が個人活動に専念するため脱退したことを発表[5]。
- 12月25日、ラゾーナ川崎で行われたシングル「白雪姫」の発売記念イベントにて重留が新リーダーに就任したことを発表[6]。

2014年
- 10月12日、武藤が海外留学のため翌月のイベントをもって脱退することを発表[7][8]。
- 11月13日、武藤が池袋サンシャインシティで行われたシングル「秋風のアンサー」の発売記念イベントを最後に脱退した[8]。

2015年
- 10月7日、市來が芸能活動引退のため脱退したことを発表[9]。

2017年
- 12月31日、藤井が芸能活動引退のため脱退したことを発表[10]。

2019年
- 9月20日、中島がプロサッカー選手の富樫敬真との結婚と妊娠により年内をもって芸能活動引退することを発表。また、中島の引退を受け協議した結果、グループは同月をもって解散することを発表[11]。
- 9月30日、グループが解散[11]。

## メンバー
| 名前                         | 生年月日               | 出身             | 備考                  |
| 解散時のメンバー             | 解散時のメンバー       | 解散時のメンバー | 解散時のメンバー      |
| ---------------------------- | ---------------------- | ---------------- | --------------------- |
| 重留真波 （しげとめ まなみ） | 1994年12月11日（30歳） | 宮崎県           | リーダー&パフォーマー |
| 中島美央 （なかじま みお）   | 1993年11月23日（31歳） | 大阪府           | パフォーマー          |
| 鷲尾伶菜 （わしお れいな）   | 1994年1月20日（31歳）  | 佐賀県           | ボーカル&パフォーマー |
| 坂東希 （ばんどう のぞみ）   | 1997年9月4日（27歳）   | 東京都           | パフォーマー          |
| 佐藤晴美 （さとう はるみ）   | 1995年6月8日（30歳）   | 山形県           | パフォーマー          |
| 活動中に脱退したメンバー     |                        |                  |                       |
| 水野絵梨奈 （みずの えりな） | 1993年2月8日（32歳）   | 東京都           | リーダー&パフォーマー |
| 武藤千春 （むとう ちはる）   | 1995年4月3日（30歳）   | 東京都           | ボーカル&パフォーマー |
| 市來杏香 （いちき きょうか） | 1997年1月4日（28歳）   | 福岡県           | ボーカル&パフォーマー |
| 藤井萩花 （ふじい しゅうか） | 1994年10月14日（30歳） | 大阪府           | パフォーマー          |

## 作品
順位はオリコン週間ランキング最高位

### シングル
| #  | 発売日         | タイトル                                       | 順位 |
| -- | -------------- | ---------------------------------------------- | ---- |
| 1  | 2011年10月12日 | Still                                          | 5位  |
| 2  | 2012年2月29日  | SAKURAリグレット                               | 12位 |
| 3  | 2012年8月22日  | forget-me-not 〜ワスレナグサ〜                 | 13位 |
| 4  | 2012年11月28日 | 恋人がサンタクロース                           | 10位 |
| 5  | 2013年8月7日   | 太陽と向日葵                                   | 5位  |
| 6  | 2013年12月25日 | 白雪姫                                         | 3位  |
| 7  | 2014年6月11日  | 熱帯魚の涙                                     | 5位  |
| 8  | 2014年11月12日 | 秋風のアンサー                                 | 3位  |
| 9  | 2015年2月18日  | さよなら、アリス / TOMORROW 〜しあわせの法則〜 | 7位  |
| 10 | 2015年4月29日  | Blue Sky Blue                                  | 6位  |
| 11 | 2015年12月16日 | 瞳の奥の銀河                                   | 2位  |
| 12 | 2016年6月1日   | やさしさで溢れるように                         | 2位  |
| 13 | 2017年1月11日  | モノクロ/カラフル                              | 2位  |
| 14 | 2017年4月26日  | MOON JELLYFISH                                 | 6位  |
| 15 | 2017年8月23日  | たいようの哀悼歌                               | 1位  |

### 配信シングル
- 紅のドレス（2019年1月23日）

### オリジナルアルバム
| # | 発売日        | タイトル | 順位 |
| - | ------------- | -------- | ---- |
| 1 | 2014年1月22日 | Flower   | 3位  |
| 2 | 2015年3月4日  | 花時計   | 2位  |
| 3 | 2019年3月27日 | F        | 6位  |

### ベストアルバム
| # | 発売日        | タイトル                    | 順位 |
| - | ------------- | --------------------------- | ---- |
| 1 | 2016年9月14日 | THIS IS Flower THIS IS BEST | 1位  |

### 参加作品
| 発売日        | 曲名     | 収録作品                                                                         |
| ------------- | -------- | -------------------------------------------------------------------------------- |
| 2013年10月2日 | 初恋     | E-girls「ごめんなさいのKissing You」                                             |
| 2014年3月26日 | 何度でも | DREAMS COME TRUE『私とドリカム -DREAMS COME TRUE 25th ANNIVERSARY BEST COVERS-』 |

## タイアップ
| 曲名                           | タイアップ                                                                            | 収録作品                                                      |
| ------------------------------ | ------------------------------------------------------------------------------------- | ------------------------------------------------------------- |
| be with you                    | マイナビ「JOL」CMソング                                                               | 2ndシングル「SAKURAリグレット」                               |
| SAKURAリグレット               | CTC系『MUSIC FOCUS』2012年3月度エンディングテーマ                                     | 2ndシングル「SAKURAリグレット」                               |
| SAKURAリグレット               | TBS系『ひるおび!』2012年3月度エンディングテーマ                                       | 2ndシングル「SAKURAリグレット」                               |
| forget-me-not 〜ワスレナグサ〜 | MBS・TBS系アニメ『機動戦士ガンダムAGE』三世代編エンディングテーマ                     | 3rdシングル「forget-me-not 〜ワスレナグサ〜」                 |
| YOUR GRAVITY                   | 日本テレビ系『ぐるぐるナインティナイン』2012年7月 - 9月度エンディングテーマ           | 3rdシングル「forget-me-not 〜ワスレナグサ〜」                 |
| 初恋                           | Samantha Thavasa「Samantha×カワイイ×Art」CMソング                                     | E-girls 6thシングル「ごめんなさいのKissing You」              |
| 初恋                           | テレビ朝日系『musicる TV』2013年10月度エンディングテーマ                              | E-girls 6thシングル「ごめんなさいのKissing You」              |
| 白雪姫                         | NOTTVドラマ『僕らはみんな死んでいる♪』主題歌                                          | 6thシングル「白雪姫」                                         |
| COLOR ME UP!                   | OPA「Oh! Bargain」CMソング                                                            | 6thシングル「白雪姫」                                         |
| 熱帯魚の涙                     | 日本テレビ系『スッキリ!!』2014年5月度エンディングテーマ                               | 7thシングル「熱帯魚の涙」                                     |
| Flower Garden                  | 「第二回全国中学校リズムダンスふれあいコンクール」規定曲                              | 8thシングル「秋風のアンサー」                                 |
| 秋風のアンサー                 | 読売テレビ・日本テレビ系ドラマ『ビンタ!〜弁護士事務員ミノワが愛で解決します〜』主題歌 | 8thシングル「秋風のアンサー」                                 |
| TOMORROW 〜しあわせの法則〜    | 映画『ANNIE/アニー』日本語吹替版テーマソング                                          | 9thシングル「さよなら、アリス / TOMORROW 〜しあわせの法則〜」 |
| さよなら、アリス               | 日本テレビ系『スッキリ!!』2015年2月度エンディングテーマ                               | 9thシングル「さよなら、アリス / TOMORROW 〜しあわせの法則〜」 |
| Blue Sky Blue                  | KOSE「ファシオ E-girls 実証ライブ篇」CMソング                                         | 10thシングル「Blue Sky Blue」                                 |
| Clover                         | リクルート「リクナビ進学」CMソング                                                    | 10thシングル「Blue Sky Blue」                                 |
| 瞳の奥の銀河                   | 読売テレビ・日本テレビ系『金田一少年の事件簿R』エンディングテーマ                     | 11thシングル「瞳の奥の銀河」                                  |
| やさしさで溢れるように         | 映画『植物図鑑 運命の恋、ひろいました』主題歌                                         | 12thシングル「やさしさで溢れるように」                        |
| 他の誰かより悲しい恋をしただけ | 日本テレビ系『スッキリ!!』2016年9月度エンディングテーマ                               | ベストアルバム『THIS IS Flower THIS IS BEST』                 |
| モノクロ                       | コーセー「ファシオ」CMソング                                                          | 13thシングル「モノクロ/カラフル」                             |
| たいようの哀悼歌               | アニメイズム『将国のアルタイル』エンディングテーマ                                    | 15thシングル「たいようの哀悼歌」                              |

## ライブ

### 単独
- 6月05日：北海道・Zepp Sapporo
- 6月18日、6月19日：福岡・Zepp Fukuoka
- 6月25日、6月26日：東京・Zepp Tokyo
- 7月02日、7月03日：大阪・Zepp Namba
- 7月09日、7月10日：愛知・Zepp Nagoya

- 10月21日：福岡・アルモニーサンク北九州ソレイユホール
- 10月23日：広島・広島文化学園HBGホール
- 10月25日：兵庫・神戸国際会館 こくさいホール
- 10月27日：宮崎・宮崎市民文化ホール
- 10月30日：千葉・市川市文化会館 大ホール
- 11月02日：岩手・奥州市文化会館 Zホール
- 11月03日：青森・八戸市公会堂
- 11月09日：福岡・福岡サンパレス
- 11月11日：三重・三重県文化会館 大ホール
- 11月15日：石川・本多の森ホール
- 11月21日：東京・東京国際フォーラム ホールA
- 11月23日：福島・いわき芸術文化交流館アリオス 大ホール
- 11月25日：宮城・仙台サンプラザホール
- 11月30日：大阪・オリックス劇場
- 12月02日：愛媛・松山市総合コミュニティセンター キャメリアホール
- 12月09日：静岡・静岡市民文化会館 大ホール
- 12月11日：奈良・なら100年会館 大ホール
- 12月12日：和歌山・和歌山県民文化会館 大ホール
- 12月16日：愛知・名古屋国際会議場 センチュリーホール
- 12月18日：北海道・ニトリ文化ホール
- 12月21日：神奈川・パシフィコ横浜 国立大ホール

Flower Theater 2016 〜THIS IS Flower〜 THE FINAL
- 2017年1月16日：東京・東京国際フォーラム ホールA

### 合同
- E.G. POWER 2019 〜POWER to the DOME〜（2019年2月22日 - 5月25日）

## 出演

### テレビ
- 週刊EXILE（2011年 - 2019年、TBS）
- 水曜歌謡祭（2015年4月 - 9月、フジテレビ）
- 今日、好きになりました。 第1弾、第2弾（2017年、AbemaTV） - 重留、藤井、中島

### CM
- マイナビ「JOL」（2012年）水野・藤井・鷲尾・佐藤（2014年）藤井・鷲尾・佐藤
- OPA「Oh! Bargain」（2012年12月 - 2013年1月）水野・藤井・坂東

### ミュージックビデオ
- EXILE「24karats STAY GOLD (KIDS & GIRLS Version)」（2011年）
- EXILE「Rising Sun」（2011年）[17]

### ラジオ
- FM OSAKA E∞tracks Selection「FLOWERのつぼみ」（2012年7月 - 12月、FM OSAKA）鷲尾・武藤
- Flower Blooming Radio（2014年1月 - 6月、FM福岡）メインパーソナリティ市來